# Tarm (by)
 For alternative betydninger, se Tarm. (Se også artikler, som begynder med Tarm)
Tarm er en stationsby i Vestjylland med 4.122 indbyggere  (2025), beliggende 5 km syd for Skjern, 32 km nord for Varde, 23 km nordøst for Nørre Nebel og 30 km sydøst for Ringkøbing. Byen hører til Ringkøbing-Skjern Kommune og ligger i Region Midtjylland.

## Sogne og kirker
Tarm hører til Tarm Sogn, der blev oprettet i 1980. I byen ligger Tarm Kirke, der blev indviet i 1912, og samme år blev Tarm udskilt som kirkedistrikt fra Egvad Sogn. Egvad Kirke fra 1200-tallet ligger 2½ km syd for Tarm.

## Geografi
Byen ligger lidt syd for Skjern Å. Mod øst ligger hedeområdet Borris Sønderland.

## Faciliteter
- Tarm Skole har 539 elever (2019), fordelt på 0.-9. klassetrin i 25 klasser. 0.-6. klasserne går i Hovedskolen på Vardevej 11. Her er også SFO med 135 børn og juniorklub med 25 børn. 7.-9. klasserne går i Overbygningen på Lønborgvej 53.[3]
- Børnehaven Solstrålen har knap 60 børnehavebørn og 60 dagplejebørn, fordelt på 15 dagplejere, der hver har 4-5 børn tilknyttet og holder legestue i børnehaven.[4] Klatretræet er en integreret institution med plads til 80 børnehavebørn og 12 børn i vuggestuegruppen.[5]
- Tarm Idrætscenter rummer foruden idrætshal, et fitnesscenter, forskellige klinikker og svømmehal med 60 meter lang vandrutschebane, konkurrencebassin på 12,5x25 m med 28° varmt vand, øvelsesbassin og babybassin med 33,5°, to vipper på henholdsvis 1 og 3 meter samt sauna i begge omklædningsrum.[6]
- Vestjysk Gymnasium Tarm (VGT) blev oprettet som Tarm Realskole i 1887. Den fik studenterkursus i 1928 og blev gymnasium i 1938. Realafdelingen blev nedlagt i 1972, da gymnasiet i stedet fik Hf-kursus.
- Efterskolen Solgården og Blaakilde Ungdomsskole, lidt uden for byen, bygger på religøse værdier.[7]
- Bechs Hotel har 40 dobbeltværelser, to restauranter, bar og flere store selskabs- og konferencelokaler.[8]
- Egvad Plejehjem har 41 1-værelseslejligheder.[9]
- Tarm har Dagli'Brugs (lukket 25. april 2025), bager, restaurant, pizzeria, grillbar, apotek, lægehus, bibliotek, sports- og fritidslivs-butik, dyrehandel, radio- tv-forhandler, dagligvarebutikker hos ABC Lavpris og Løvbjerg og filial af Ringkjøbing Landbobank.

## Historie

### Hattemagerhuset
Tarm Hattemagerhus er byens ældste hus – ca. 200 år gammelt – og tjener i dag som museum. Det er en del af fusionsmuseet Ringkøbing-Skjern Museum.

### Jernbanen
Tarm fik jernbanestation på strækningen Varde-Ringkøbing, som blev indviet i 1875 og er en del af Den vestjyske længdebane (Esbjerg-Struer).
Tarm Station var jernbaneknudepunkt i 1913-1940, hvor Varde-Nørre Nebel Jernbane var forlænget fra Nørre Nebel til Tarm. Nebelbanen havde en tosporet remise på Tarm Station.

### Stationsbyen
I 1879 beskrives byen således: "Tarm med Skole, Districtslægebolig, Apothek, Jernbanestation, Extrapoststation, Kro og Markedsplads".
I 1904 beskrives byen således: "Tarm (1340: Tharm), ved Landevejen, stor opvoksende Landsby — med Gadegaarde 1/2 1901: 175 Huse og 1053 Indb. — med Skole, Realskole, Sygehus (opført 1866 paa en af Apoteker Rasmussen skænket Grund, udvidet 1899 efter Tegn. af Arkitekt H. C. Clausen, Esbjærg; i alt 20 Senge...Epidemihus (opf. 1888 efter Tegn. af Arkitekt Wiinholt, med Desinfektionsanstalt; 12 Senge...), Fattiggaard (opr. 1852, Plads for 8 Lemmer), Apotek, Distriktslægebolig. Dyrlæge, Sparekasse (opr. 1889...Antal af Konti 401), Missionshus (opf. 1890), Good-Templar Loge, Gæstehjem, Afholdshjem, Tarm Mølles Fabrikker (tilhører siden 1900 Blaakilde Mølle), Mølle, Mineralvandsfabrik, Ølbryggeri, flere Købmandhdlr., Haandværkere m. m., Markedsplads (Marked i Nov.), Gæstgiveri, meteorologisk Station, Jærnbane-, Telegraf- og Telefonst. samt Postkontor;

### Kommunen
Egvad Sogn var anneks til Lønborg Sogn og havde altså ikke egen præst. De to sogne udgjorde Lønborg-Egvad pastorat, men de var to selvstændige sognekommuner i 1966, da de indgik i Egvad Kommune, der blev dannet ved en af de frivillige kommunesammenlægninger forud for kommunalreformen i 1970. Tarm blev kommunesæde, og rådhuset lå på Toften 6, men det er revet ned. Egvad Kommune blev ved strukturreformen i 2007 indlemmet i Ringkøbing-Skjern Kommune.

### Mejeriet Tarm Kulturhus
Det første mejeri i Tarm blev bygget omkring 1890. Da det blev for lille, byggede man i 1914 den nuværende mejeribygning, der havde apoteket og Tarm Sygehus som nærmeste naboer. Efter at mejeriet blev nedlagt i 1960´erne, blev bygningen brugt til teknisk afdeling, vaskeri, systue og administrationskontor for sygehuset. Efter at sygehusets administrationsafdeling blev lukket, stod de fleste bygninger tomme indtil billedskolen Tryllestaven i 2008 lejede sig ind. Men nu opstod ideen om at gøre det tidligere mejeri til et kulturhus, der også rummer musikskole og arrangerer koncerter, foredrag og en lang række andre aktiviteter.

### Genforeningssten
Hvor Stationsvej munder ud i Storegade, står et monument til minde om Genforeningen i 1920. Det er ikke det oprindelige, som blev afsløret 14. september 1919. Det blev sløjfet i 1967, men retableret og genafsløret 17. august 1971.

### 1930
Ifølge folketællingen i 1930 havde Tarm 1.310 indbyggere, hvoraf 96 levede af landbrug, 606 af industri, 145 af handel, 122 af transport, 94 af immateriel virksomhed, 104 af husgerning, 138 var ude af erhverv og 5 havde ikke givet oplysninger.